# Viola, Delaware
Viola är en ort i Kent County i delstaten Delaware, USA.